# Synchortus desaegeri
Synchortus desaegeri is een keversoort uit de familie diksprietwaterkevers (Noteridae). De wetenschappelijke naam van de soort werd in 1935 gepubliceerd door Leopold Gschwendtner.